# John Badham
John MacDonald Badham (nascut el 25 d'agost de 1939) és un director de cinema i televisió anglès, conegut sobretot per les seves pel·lícules Febre del dissabte nit (1977), Dracula (1979), El tro blau (1983), Jocs de guerra (1983), Curtcircuit (1986), i Procediment il·legal (1987).

## Primers anys
Badham va néixer a Luton, Bedfordshire, Anglaterra, fill del general de l'exèrcit nord-americà Henry Lee Badham Jr. i de l'actriu d'origen anglesa Mary Iola Badham (de soltera Hewitt). Henry, natural de Birmingham, Alabama, va traslladar la seva família als Estats Units quan John tenia dos anys. Els pares i els avis paterns de John estan enterrats al Elmwood Cemetery a Birmingham. Henry va ser aviador a les dues guerres mundials i va ser inclòs pòstumament al Saló de la Fama de l'Aviació d'Alabama el 2007. Després de retirar-se de la Força Aèria dels Estats Units com a general de brigada, Henry es va convertir en un home de negocis i va ajudar a desenvolupar les regions d'Ensley i Bessemer prop de Birmingham. Aquesta mateixa línia de negoci havia associat el seu propi pare, l'avi de John, amb Walker Percy, avi de l'escriptor Walker Percy.
Després de la Segona Guerra Mundial, la família de Badham es va establir a Mountain Brook, un suburbi ric de Birmingham. Va assistir a l'Indian Springs School, en aquell moment una nova escola liberal de nois situada a poca distància al sud de Birmingham al Comtat de Shelby prop de l'oficina de correus rural d'Helena. Més tard va anar a la Universitat Yale.

## Carrera
Badham va treballar a la televisió durant anys, abans del seu avenç el 1977 amb Febre del dissabte nit, un gran èxit mundial protagonitzat per John Travolta. Jocs de guerra (1983), protagonitzada per Matthew Broderick, és la seva altra pel·lícula emblemàtica, coneguda per la seva interpretació de les populars pors de la Guerra Freda al terrorisme nuclear així com sent una de les primeres pel·lícules que tracta sobre la subcultura amateur de pirateria informàtica.
A més dels seus nombrosos crèdits cinematogràfics, Badham també ha dirigit i produït per a televisió, inclosos els crèdits per a la Night Gallery de Rod Serling i la sèrie de televisió d'A&E The Beast. També ha contribuït amb comentaris a la sèrie web Trailers from Hell.
El 1986, va signar un acord de desenvolupament de dos anys amb la productora Universal Pictures, per tal de desenvolupar diversos projectes cinematogràfics.

### Projectes no realitzats
S'ha considerat que Badham dirigiria pel·lícules que van acabar sent dirigides per altres directors, com ara The Wiz, Brubaker (1980), Acorralat (1982), Lluitant per la fama (1983), La zona morta (1983), Starman (1984), Projecte X (1987), Short Circuit 2 (1988), Ghost Dad (1990), Patriot Games (1992), The Firm (1993), i Dragonheart (1996).

## Família
La germana de Badham, Mary Badham, va ser nominada a un Oscar pel seu paper d'"Scout" Finch a la pel·lícula To Kill a Mockingbird. Van treballar junts en un projecte de William Castle Let's Kill Uncle, llançat el 1966; Badham va ser el director de càsting de Castle, i Mary va interpretar un dels protagonistes.
L'antiga dona de Badham és la model retirada Jan Speck de The New Treasure Hunt. Va tenir diversos papers cameo en molts dels seus projectes, a partir de la dècada de 1980.

## Filmografia
- The Bingo Long Traveling All-Stars & Motor Kings (1976)
- Febre del dissabte nit (1977)
- Dracula (1979)
- Whose Life Is It Anyway? (1981)
- El tro blau (1983)
- Jocs de guerra (1983)
- American flyers (1985)
- Curtcircuit (1986)
- Procediment il·legal (1987)
- Bird on a Wire (1990)
- The Hard Way (1991)
- L'assassina (1993)
- Another Stakeout (1993)
- Drop Zone (1994)
- Nick of Time (1995)
- Incognito (1997)

### Telefilms
- The Impatient Heart, NBC (1971)
- No Place to Run, ABC (1972) (no acreditat)
- Isn't It Shocking?, ABC (1973)
- The Law, NBC (1974)
- The Gun, ABC (1974)
- Reflections of Murder, ABC (1974)
- The Godchild, ABC (1974)
- The Keegans, CBS (1976)
- Floating Away, Showtime (1998)
- The Jack Bull, HBO (1999)
- The Last Debate, Showtime (2000)
- Brother's Keeper, USA (2002)
- Obsessed, Lifetime (2002)
- Footsteps, CBS (2003)
- Evel Knievel, TNT (2004)

### Sèrie de televisió
- The Bold Ones: The Senator, NBC, (1971)
- Sarge, NBC, (1971)
- Night Gallery, NBC, (1971)
- Nichols, NBC, (1972)
- The Sixth Sense, ABC, (1972)
- The Bold Ones: The New Doctors, NBC, (1972)
- Cool Million, NBC, (1972)
- Owen Marshall: Counselor at Law, ABC, (1973)
- The Streets of San Francisco, ABC, (1973)
- Cannon, CBS, (1973)
- Kung Fu, ABC, (1973)
- Police Story, NBC, (1973)
- Rex Harrison Presents Stories of Love, NBC, (1974)
- The Shield, FX, (2003)
- Blind Justice, ABC, (2005)
- Just Legal, The WB, (2005)
- Heroes, NBC, (2006)
- Crossing Jordan, NBC, (2007)
- Standoff, FOX, (2007)
- Las Vegas, NBC, (2007)
- Psych, USA, (2007)
- Men in Trees, ABC, (2008)
- In Plain Sight, USA, (2008)
- The Beast, A&E, (2009)
- Criminal Minds, CBS, (2009)
- Trauma, NBC, (2010)
- The Event, NBC, (2010)
- Nikita, The CW, (2012)
- Constantine, NBC, (2014)
- Supernatural, The CW, (2014)
- 12 Monkeys, SYFY, (2015)
- Stitchers, FREE, (2015)
- Arrow, The CW, (2015)
- Rush Hour, CBS, (2016)
- Siren, Freeform, (2018)

## Publicacions
- Badham, John. I'll Be in My Trailer.  Michael Wiese Productions, 2006. ISBN 1-932907-14-9.
- Badham, John. John Badham on Directing.  Michael Wiese Productions, 2013. ISBN 978-1-615931-38-5.